# ジロ・デ・イタリア 1939
ジロ・デ・イタリア 1939は、自転車競技のロードレース大会であるジロ・デ・イタリアの27回目のレース。1939年4月28日から5月18日まで行なわれた。全17区間。全行程3011km。ジョヴァンニ・ヴァレッティが2年連続で総合優勝を果たした。

## 総合成績
|    | 選手名                     | 国籍         | 時間           |
| -- | -------------------------- | ------------ | -------------- |
| 1  | ジョヴァンニ・ヴァレッティ | イタリア王国 | 88時間02分00秒 |
| 2  | ジーノ・バルタリ           | イタリア王国 | +2分59秒       |
| 3  | マリオ・ヴィチーニ         | イタリア王国 | +5分07秒       |
| 4  | セヴェリーノ・カナヴェージ | イタリア王国 | +7分55秒       |
| 5  | セッティミオ・シモニーニ   | イタリア王国 | +16分40秒      |
| 6  | サルヴァトーレ・クリッパ   | イタリア王国 | +17分52秒      |
| 7  | ジョルダーノ・コットゥル   | イタリア王国 | +18分40秒      |
| 8  | チェザーレ・デル・カンチア | イタリア王国 | +24分34秒      |
| 9  | チーノ・チネッリ           | イタリア王国 | +26分10秒      |
| 10 | オリンピオ・ビッツィ       | イタリア王国 | +28分03秒      |

## マリア・ローザ保持者
| 選手名                     | 国籍         | 首位区間             |
| -------------------------- | ------------ | -------------------- |
| ヴァスコ・ベルガマスキ     | イタリア王国 | 第1                  |
| ジーノ・バルタリ           | イタリア王国 | 第2、第15            |
| チーノ・チネッリ           | イタリア王国 | 第3-第8              |
| セコンド・マーニ           | イタリア王国 | 第9a                 |
| ジョヴァンニ・ヴァレッティ | イタリア王国 | 第9b-第14、第16-最終 |

### 山岳賞結果
| 山岳賞 | ジーノ・バルタリ           |
| 2位    | ジョヴァンニ・ヴァレッティ |
| 3位    | ミケーレ・ベーネンテ       |